# 유후인 온천

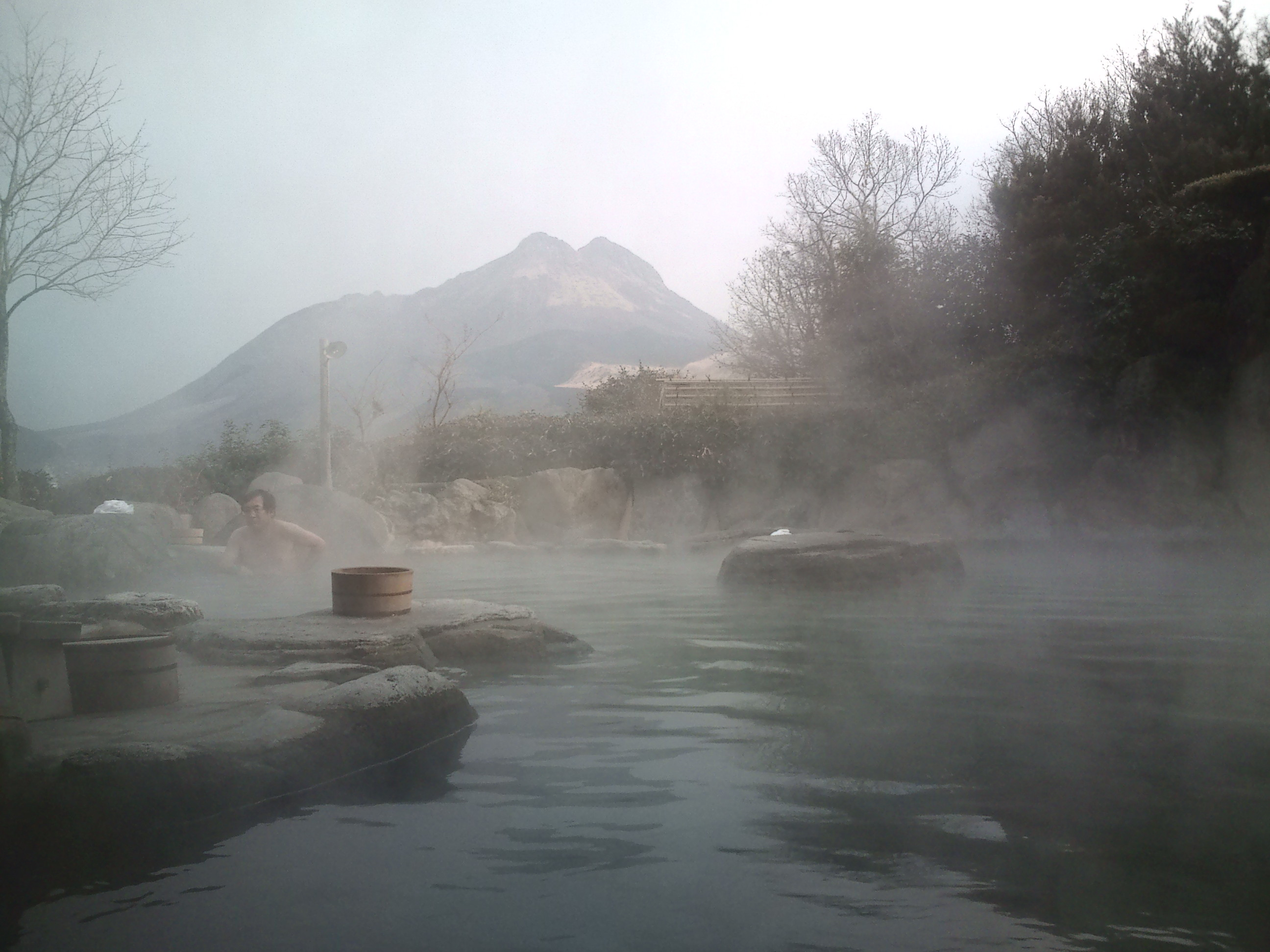
유후인 노천탕

유후인 온천(由布院温泉)은 일본 규슈 오이타현 유후시에 있는 온천이다. 벳푸시의 서쪽에 위치하고 있으며, 후쿠오카시에서 기차로 2시간 남짓 걸리는 유후인 마을에 있다. 유후인 온천은 벳푸, 구사쓰에 이어서 일본에서 3번째로 용출량이 많은 온천이다. 기차를 타고 와서 유후인역에 내린다면 유후다케(해발 1,584m)라는 산이 유후인을 감싸고 있는 것을 발견할 수 있으며, 유후인역에서 '긴린코'라는 호수까지 이르는 길에는 다양한 상점들과 온천 료칸, 미술관 등의 시설들이 이어져 있다. 유후인에는 다양한 온천 료칸이 있는데 무소엔, 사이가쿠관 등 유후다케의 시원한 전망을 가지는 노천온천들이 있다.
유후인 온천은 온천 용출량과 원천 수에서 일본 내 2위를 자랑하는 풍부한 유량을 갖추고 있다. 1959년 5월 5일에 유히라 온천(湯平温泉)과 함께 일본의 "국민보양온천지"로 지정되었으며, 2019년 10월 4일에는 유후시 내의 쓰카하라 온천(塚原温泉), 쇼나이 온천(庄内温泉), 하사마 온천(挾間温泉)을 포함하는 "유후인 온천향"으로 확장 지정되었다.

## 개요

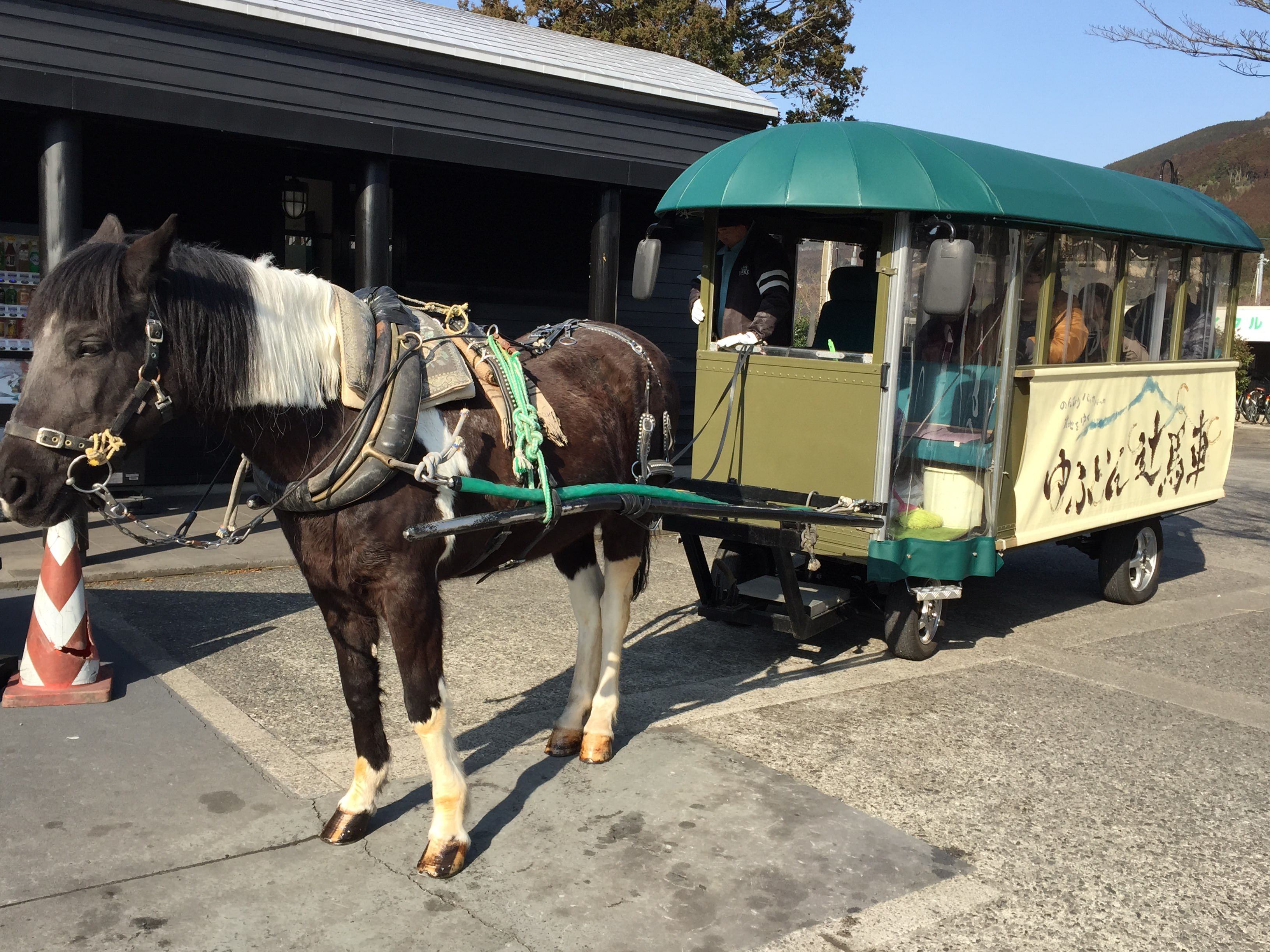
유후인역 앞의 관광용 마차

1925년에 오이타 동선(大分東線)이 연장되면서 온천 입구의 기타유후역(北由布駅, 현재의 유후인역)이 개업하였다. 이때부터 피서지로 알려졌으며 오이타 방면에서의 접근성도 향상되었으나, 여전히 소박한 온천으로 아는 사람만 찾아오는 곳이었고 단체 관광객을 위한 대형 호텔이나 유흥가는 조성되지 않았다.
그러나 이러한 점이 오히려 장점으로 작용했다. 1960년대 후반부터는 마을 전체가 매년 여름 영화제와 음악제를 개최하고, 유흥 요소를 배제하여 여성들이 찾고 싶은 환경을 조성하기 위한 정책을 펼쳤다. 1980년대 버블 경제 시기에 대규모 개발 계획이 떠돌기도 했으나 마을 주민들은 적절한 시설 규모와 마을 경관을 유지하기 위해 저항하였다.

## 온천

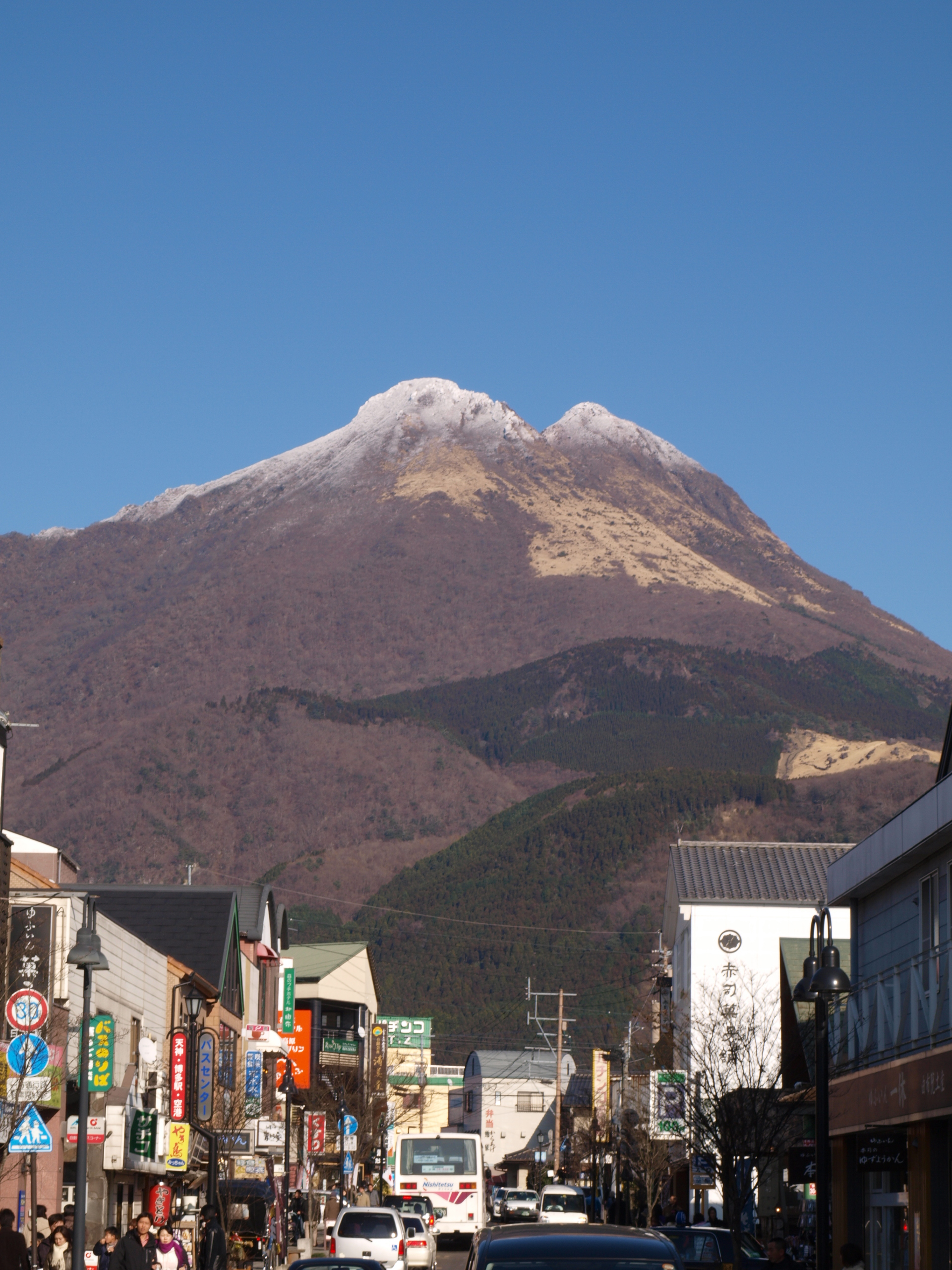
유후인역에서 바라본 유후다케산

‘국민보양온천지’로 지정된 유후인 온천은 기존에 유후인마치의 유후인 온천과 유히라 온천(湯平温泉)으로 구성되었다. 또한 구 유후인마치에는 유후인 온천과 더불어 옛 벳푸 10탕의 하나로, 피부병에 효과가 있는 약탕으로 유명한 쓰카하라 온천(塚原温泉)도 있었다.
유후인역에서 온천 마을 방향으로 이어지는 도로는 "유후미도리(由布見通り)"라는 이름으로 불리며, 이 길을 따라 킨린코(金鱗湖)로 이어지는 "유노츠보(湯の坪) 가도"에는 잡화점과 레스토랑이 줄지어 있다. 2005년, 유후인마치는 쇼나이마치(庄内町)와 하사마마치(挾間町)와 대등 합병하여 유후시가 되었다. 합병 이후 쇼나이마치와 하사마마치에서도 각각 쇼나이 온천(庄内温泉)과 하사마 온천(挾間温泉)으로 알려진 온천이 솟아나고 있다. 쇼나이 온천은 몸에 좋은 단순천과 음용 가능한 탄산천인 시로미즈 광천(白水鉱泉), 아소노(阿蘇野) 지역의 음천 문화가 유명하다. 하사마 온천은 오이타시의 대심도 지열 온천이나 벳푸시의 기타하마 온천과 같은 계통의 온천으로, 알칼리성의 갈색 온천수로 ‘미인탕’으로 알려져 있다. 이후 상점들이 활발히 진출하면서 2006년 1월 기준으로 이 지역의 땅값은 10만 인구 이상의 오이타시와 벳푸시에 이어 오이타현 내에서 세 번째로 높아졌다.
2012년 일본에서 국민보양온천지의 정의가 개정되어 단순히 온천의 질뿐만 아니라 자연 환경, 마을 경관, 역사, 문화 등 미래의 지역 조성에 관련된 측면에서도 보양지로서의 적정성이 요구되었다. 이에 유후시는 2017년에 국민보양온천지 재지정을 검토하며 쓰카하라 온천, 쇼나이 온천, 하사마 온천을 추가하여 시내 대부분을 포함하는 국민보양온천지 ‘유후인 온천향’을 계획해 일본 환경성에 제출하였고, 결국 2019년 9월에 "유후인 온천향"으로 확장 지정(재지정)되었다.
료칸 등의 숙박시설들은 유후인 중심가에서 조금 떨어져 강가, 숲 속, 언덕 위 등 곳곳에 흩어져 있다. 유량이 풍부하여 넓은 범위에서 온천수가 솟아나기 때문에 료칸들이 한곳에 모일 필요가 적었고, 각각의 부지 또한 비교적 넓다. 게다가 개발 규제 덕분에 고층의 대형 료칸이나 호텔 같은 시설은 없으며, 자연과 어우러진 전원 풍경이 남아 있다. 네온사인이 반짝이는 유흥가는 없다. 이러한 마을 조성에 깊이 관여해 온 유후인 다마노유(由布院玉の湯)와 가메노이 별장(亀の井別荘)을 비롯한 고급 료칸이 많다. 이런 특성 덕분에 유후인 온천은 다수의 조사에서 규슈 최고의 온천으로 선정되었다.

## 교통
후쿠오카에서 유후인으로 간다면 JR 열차를 타거나 고속버스를 타고 가는 방법이 있다. 고속버스는 후쿠오카의 하카타 교통센터, 텐진 교통센터, 후쿠오카 공항 국내선 청사 등에서 출발하는 고속버스를 탑승하면 가능하다. 유후인에서는 유후인역 앞의 버스센터에서 하차한다. 열차는 하카타역에서 출발하는데 하루 6번(7:45, 9:15, 10:16, 12:16, 14:34, 17:15) 유후DX호, 유후호, 유후인노모리호 등의 열차가 있으며, 특히 유후인노모리호는 관광열차로 유명하다.
벳푸에서 출발하여 구로카와 온천, 아소산을 지나서 구마모토로 가거나, 구마모토에서 출발하여 아소산을 지나서 구로카와 온천을 거쳐서 벳푸로 가는 규슈 횡단버스가 유후인을 지난다. 따라서 유후인은 벳부, 아소산, 구로카와 온천 등으로 가기 위한 중간 지점이 될 수도 있다. 또한 벳푸에서 출발하여 아소산 관광을 한 뒤에 다시 벳푸로 돌아가는 아소유후고원버스도 유후인역 앞에 정차한다.